# This Is It (chanson de Michael Jackson)
Pour les articles homonymes, voir This Is It.
Singles de Michael Jackson
Wanna Be Startin' Somethin' 2008
(2008) Hold My Hand
(2010)
Pistes de This Is It
Man in the Mirror This Is It (orchestra version)
This Is It est une chanson de Michael Jackson. Rendue disponible le 12 octobre 2009, elle est extraite de l'album homonyme sorti la même année.
Renommée « This Is It » en raison de la tournée du même nom, elle est tirée d'une démo de 1980 intitulée I Never Heard (ne contenant que la voix de Michael Jackson et un piano). Celle-ci avait été enregistrée en vue d'un duo resté inachevé entre Paul Anka et Michael Jackson pour l'album Walk A Fine Line (1983) de Paul Anka. 

## Polémique
L’enregistrement original fut redécouverte à l'occasion de la préparation de l'album This Is It. John McClain, coexécuteur testamentaire de l'Estate of Michael Jackson, a déclaré avoir demandé aux frères de Michael d'enregistrer des chœurs et des parties instrumentales sur la démo de 1980, puis a réarrangé l'ensemble et a annoncé le tout comme étant un inédit.
Surpris de ne pas avoir été contacté avant la sortie du titre, Paul Anka aurait déclaré : « Ils ont un gros problème entre leurs mains, ils vont être poursuivis s'ils ne corrigent pas cela ». Anka entreprit par conséquent des poursuites judiciaires à la sortie du titre contre les administrateurs de l'héritage de Michael Jackson (Estate of Michael Jackson). Ces derniers accordèrent à Anka 50% des droits sur la chanson.

## Sortie
La chanson a été publiée la première fois sur www.michaeljackson.com (site officiel de l'artiste) le 12 octobre 2009. Elle n'a pas fait l'objet d'une sortie en single mais elle a été diffusée par les radios.

## Clips
La chanson a fait l'objet d'un clip, réalisé par Spike Lee ,à partir d'images de l'artiste dans son enfance et tout au long de sa carrière, ainsi qu'avec des images d'hommages de fans à travers le monde. 
Un autre vidéoclip avec des images extraites du film This Is It a également été réalisé.

## Versions de l'albumThis Is It
Dans l'album This Is It, la chanson est disponible dans une version légèrement plus courte (3:37) ainsi que dans une version orchestra (4:55).

## Liste des titres
Michael Jackson's This Is It - Vidéoclip (DVD)
1. This Is It (Official Video) - 3:47

CD single
1. This Is It (Orchestra Single Version) - 3:42
2. This Is It (Album Version) - 3:37
3. This Is It (Edited Orchestra Version) - 4:40

## Classements
| Chart (2009)                                 | Peak position |
| -------------------------------------------- | ------------- |
| Japan Hot 100                                | 10            |
| U.S. Billboard Hot Adult Contemporary Tracks | 19            |
| U.S. Billboard Hot R&B/Hip-Hop Songs         | 43            |

## Version de Sa-Fire
L'enregistrement original de 1983, I Never Heard, a été adapté par la chanteuse puerto-ricaine Sa-Fire en 1991 sous le même titre pour son album I Was Born Yesterday.

## Version de Paul Anka
En 2013, Paul Anka adapta This Is It dans une version duo entre lui et Michael Jackson pour son album Duets.

## Divers
- Love Never Felt So Good est une autre chanson coécrite par Michael Jackson et Paul Anka qui sera adaptée pour l'album Xscape de Jackson en 2014.
- En 2018, Drake utilise pour son titre Don't Matter to Me des extraits vocaux inédits de 1980 entre Jackson avec Anka, tirés de la même session d'enregistrement que pour Love Never Felt So Good et This Is It.